# HMS London (1766)
Lo HMS London era un vascello di secondo rango da 98 cannoni in servizio nella Royal Navy tra il 1778 e il 1811.

## Storia

Piani costruttivi dei vascelli da 98 cannoni classe London.

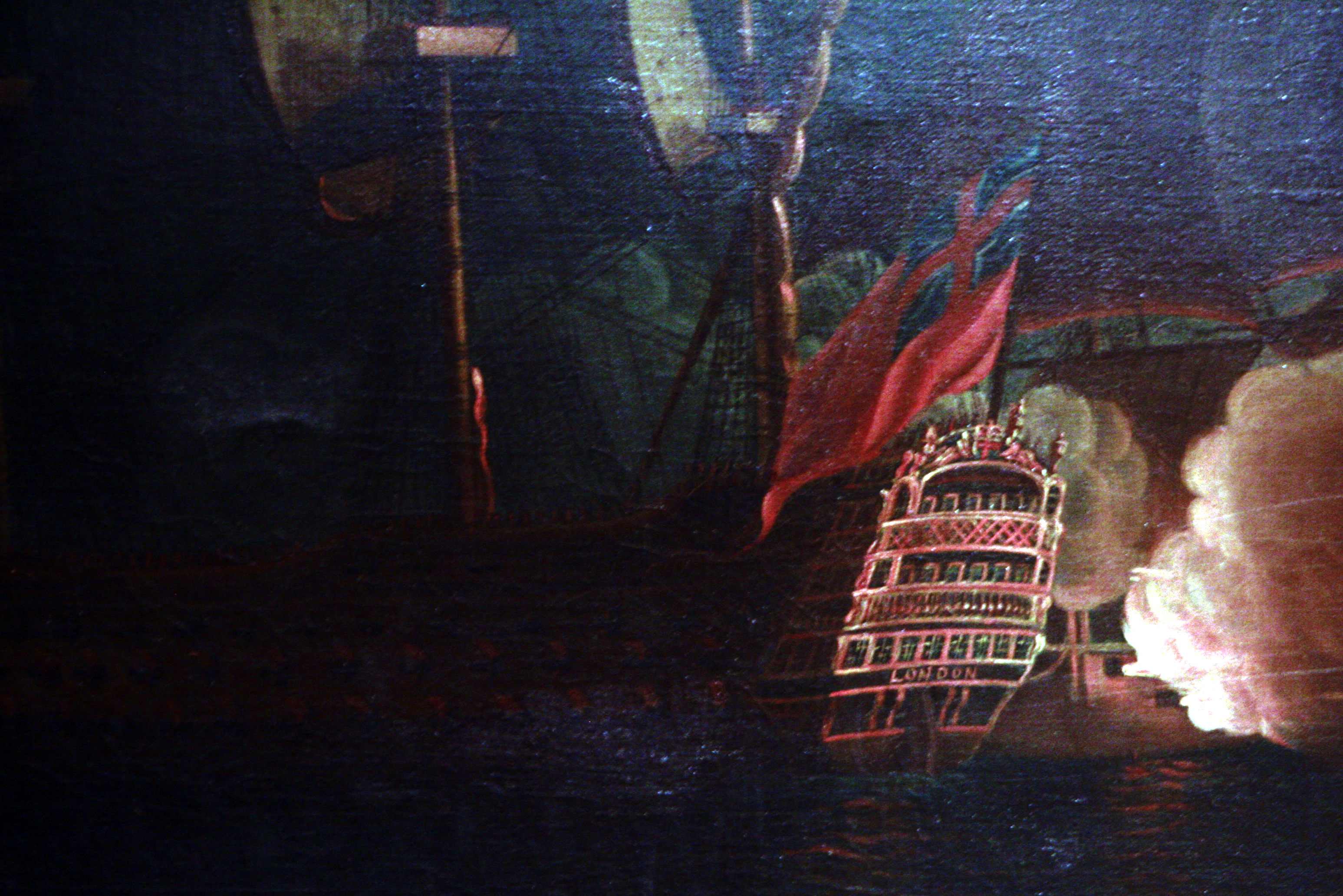
Il London durante il combattimento contro lo Scipion, 17 ottobre 1782.

La costruzione del vascello di secondo rango da 90 cannoni London, progettato da Sir Thomas Slade,  fu ordinata al cantiere navale di Deptford il 29 settembre 1759, e la nave venne impostata il 4 novembre dello stesso anno, varata il 24 maggio 1766, al costo di 53.036 sterline, e completata nel 12 novembre 1778. la nave entrò in servizio il 19 novembre 1778 al comando del capitano Samuel Cornish, cui succedette David Graves il 9 settembre 1779. All'epoca il London era nave di bandiera del contrammiraglio del blu Thomas Graves. Il 17 maggio 1780 salpò per il Nord America per combattere durante la guerra anglo-francese del 1778-1783. Il 16 marzo 1781 partecipò alla battaglia di Capo Henry, e il 5 settembre dello stesso anno alla Battaglia di Chesapeake. Il 25 dello stesso mese assunse il comando del London il capitano James Kempthorne, con cui il vascello prese parte, il 18 ottobre 1782, a un combattimento contro due navi francesi,  il vascello da 74 cannoni Scipion e alla fregata da 32 La Sibylle. Manovrando accortamente lo Scipion, al comando del capitano Nicolas Henri de Grimouar, riuscì ad infliggere gravi danni al London, allontanandosi poi velocemente, anche se andò perduto il giorno dopo per urto contro una roccia nella baia di Samaná.
Il 26 aprile 1783 lasciò la Giamaica per rientrare in Gran Bretagna come nave di bandiera del contrammiraglio del rosso Joshua Rawley, venendo messo fuori servizio il 20 luglio dello stesso anno. Il London fu rimesso in armamento tra il giugno 1790 e il 24 settembre 1791, sotto il comando prima del capitano William Domett e poi di George Blagden Westcott, come nave di bandiera del viceammiraglio del blu Alexander Hood. La nave rientrò in servizio nel maggio 1793, con lo scoppio delle guerre rivoluzionarie francesi, al comando di Richard Goodwin Keats, in forza alla squadra navale di Lord Howe. Su di esso alzava la sua insegna il contrammiraglio William Henry Clarence. Il 18 luglio 1794 a Keats succedette il capitano Lawrence Halstead, e nel mese successivo a Clarence il contrammiraglio John Colpoys.
Il 23 giugno 1795 il London partecipò, al comando di Edward Griffith Colpoys, alla battaglia di Groix. Tra il 28 luglio 1795 e l'8 dicembre 1796 fu nave di bandiera di Lord Hood, e poi del viceammiraglio Charles Thompson.  Nel 1798 fu di stanza a Lisbona, in Portogallo, rientrando in Inghilterra nel settembre 1799 per servire nella Channel Fleet. Tra il novembre del 1799 e il gennaio 1800 fu sottoposta a lavori di raddobbo a Portsmouth al costo di 12.260 sterline.  Il 25 maggio 1800 prese parte all'attacco contro El Ferrol, e il 2 aprile 1801, come nave di bandiera di Sir Hyde Parker, alla battaglia di Copenaghen. Messo fuori servizio il 10 aprile 1802, rientrò in armamento nell'agosto 1805 al comando di Sir Robert Barlow. Il 13 marzo 1806 partecipò alla battaglia di Capo Vert contro il vascello francese Marengo.
Nel 1807 partì per Lisbona dove, l'11 novembre dello stesso anno, salpò per il Brasile come parte della scorta della famiglia reale portoghese. Il 26 giugno 1809 fu messo fuori servizio a Chatham, dove venne demolito nell'aprile 1811.

### Fonti
1. 1 2  Lyon, Winfield 2004, p. 35.
2. ↑  Lavery 2003, p. 179.
3. 1 2 3 4 5 6 7 8 9 10 11 12 13 14  Tree Decks.
4. 1 2 3  Lavery 2003, p. 175.
5. 1 2  Tree Decks.